# Brian Kirkham
Brian Kirkham (Puerto Augusta, 1 de enero de 1986) es un deportista australiano que compitió en ciclismo en la modalidad de BMX. Ganó una medalla de bronce en el Campeonato Mundial de Ciclismo BMX de 2011, en la prueba de contrarreloj.

## Palmarés internacional
| Campeonato Mundial | Campeonato Mundial     | Campeonato Mundial | Campeonato Mundial |
| Año                | Lugar                  | Medalla            | Competición        |
| ------------------ | ---------------------- | ------------------ | ------------------ |
| 2011               | Copenhague (Dinamarca) | Medalla de bronce  | Contrarreloj       |